# Anisodes conjectata
Anisodes conjectata är en fjärilsart som beskrevs av Louis Beethoven Prout 1938. Anisodes conjectata ingår i släktet Anisodes och familjen mätare. Inga underarter finns listade i Catalogue of Life.